# Халлутуш-Іншушинак
Халлутуш-Іншушинак (д/н — бл. 1185 до н. е.) — цар Аншану і Суз (Еламу) близько 1205—1185 років до н. е. Ім'я перекладається як «Покровитель країни - Іншушинак».

## Життєпис
Походив з центрального Еламу. Близько 1215 року після поразки царя Кідін-Хутрана III від ассирійців проти того спалахнули повстання й заколоти, внаслідок чого цар загинув. Халлутуш-Іншушинак втрутився у боротьбу за владу в Еламі, який розпався на декілька частин. Перебіг подій невідомий, але ймовірно він отримав таємну допомогу ассирійського царя Тукульті-Нінурти I. Лише близько 1205 року до н. е. зумів підкорити більшу частину Еламу, визнавши зверхність Ассирії.
Втім лише після смерті близько 1197 року до н.е. ассирійського царя Тукульті-Нінурти I розпочав більш активну зовнішню політику. Тоді в Ассирії почалася боротьба за владу, що дозволило позбавитися ассирійської залежності.
Йому спадкував син Шутрук-Наххунте I.